# Калвертон (Њујорк)
Калвертон (енгл. Calverton) насељено је место без административног статуса у америчкој савезној држави Њујорк.

## Демографија
По попису из 2010. године број становника је 6.510, што је 806 (14,1%) становника више него 2000. године.
| Група             | 2000.         | 2010.         |
| Белци             | 4.776 (83,7%) | 5.418 (83,2%) |
| Афроамериканци    | 437 (7,7%)    | 518 (8,0%)    |
| Азијати           | 54 (0,9%)     | 57 (0,9%)     |
| Хиспаноамериканци | 346 (6,1%)    | 453 (7,0%)    |
| Укупно            | 5.704         | 6.510         |